# Установка фракціонування етилену ГПЗ Джавеліна
Установка фракціонування етилену ГПЗ Джавеліна — складова частина газопереробного заводу Джавеліна (Javelina), який діє на півдні узбережжя Техасу в Корпус-Крісті.
Починаючи з 1950-х на острові Пуерто-Рико почала бурхливо розвиватись нафтопереробна промисловість. Враховуючи великі обсяги побічних продуктів, власник НПЗ компанія CORCO розпочала спільний проект з хімічним концерном PPG Industries. Гази нафтопереробки фракціонували на введеній в експлуатацію у 1969 році установці компанії Puerto Rico Olefins, яка мала потужність понад 400 тисяч тонн етилену на рік, а PPG спорудив завод хлору та каустичної соди. Поєднання цих двох виробництв давало змогу випускати мономер вінілхлориду. Втім, вже за кілька років внаслідок зростання цін на електроенергію у відокремленій острівній енергосистемі зупинили виробництво на заводі хлору, а компанія CORCO потрапила у складне становище внаслідок світової економічної кризи та збанкрутувала. З цих причин установка фракціонування етилену в 1979 році припинила свою роботу.
Тим часом, в 1991 році у Корпус-Крісті запустили газопереробний завод Джавеліна, який зокрема мав здатність обробляти гази оточуючих шести нафтопереробних заводів в об'ємі до 4 млн м3 на добу. Саме сюди перемістили викуплене обладнання, що раніше належало Puerto Rico Olefins, при цьому установка фракціонування мала потужність 90 тисяч тонн етилену на рік.
Станом на 2017 рік потужність установки становила 102 тисячі тонн етилену.